# Мала Ясеновача
45°44′ пн. ш. 17°12′ сх. д. / 45.74° пн. ш. 17.20° сх. д.
Мала Ясеновача (хорв. Mala Jasenovača) — населений пункт у Хорватії, у Б'єловарсько-Білогорській жупанії у складі міста Грубишно-Полє.

## Населення
Населення за даними перепису 2011 року становило 5 осіб.
Динаміка чисельності населення поселення: